# Potamon (Geothelphusa) neumanni
Potamon (Geothelphusa) neumanni is een krabbensoort uit de familie van de Potamidae.